# رونی کونیگ
رونی کونیگ (انگلیسی: Ronny König؛ زادهٔ ۲ ژوئن ۱۹۸۳) بازیکن فوتبال اهل آلمان است.
از باشگاه‌هایی که در آن بازی کرده‌است می‌توان به باشگاه فوتبال کایزرسلاوترن، باشگاه فوتبال دارمشتات ۹۸، باشگاه فوتبال ارتسگبیرگ آئو، باشگاه فوتبال وهن ویسبادن، و باشگاه فوتبال کمنیتس اشاره کرد.